# Alfornelos
Alfornelos ist eine ehemalige Freguesia (Gemeinde) im Concelho (Kreis oder Municipio) von Amadora im Großraum der portugiesischen Hauptstadt Lissabon. Auf einer Fläche von 0,8 km² wohnen 10.411 Einwohner (Stand 30. Juni 2011). Die Bevölkerungsdichte beträgt somit 12.324 Einwohner je km ².

## Name und Geschichte
Zu Beginn des 20. Jahrhunderts, als sich die Region zu einer städtischen Siedlung entwickelte, wurde der Name Casal de Alfornel geprägt, auf Deutsch übertragen etwa „Neu-Alfornel“. Auf der Suche nach dem weiteren Ursprung des Namens, der sich im arabischen Al-Forner, das die am Ofen arbeiten (forneiro) bedeutet, wiederfindet, ist es Ort der Bäcker.
Die Gemeinde wurde am 12. Juli 1997 durch Abspaltung von der Gemeinde Brandoa gegründet. Im Vorfeld der Gebietsreform 2013 wurden beide Gemeinden  zur neuen Gemeinde Encosta do Sol zusammengeführt.

## Geographie
Alfornelos ist durch zwei Hügel flankiert, eine Quelle (an der Grenze zum Kreis Odivelas) sowie einem weiteren Hügel im Nordosten, an der Grenze zur Nachbargemeinde Brandoa.